# トーナリズム
トーナリズム(英:Tonalism)とは、1880年から1915年頃アメリカで行われた、雰囲気や影を強調する、フランスのバルビゾン派から派生した風景画の芸術スタイル、アート・ムーブメントである。日本では色調主義ともいう。トーナリズムは、暗い色、または灰色、茶色や青などの中間色が構成を支配する画風で風景画を描く。このグループの代表的な画家にはジョージ・イネス、トマス・デューイングやジェームズ・マクニール・ホイッスラーなどがあげられる。またエドワード・スタイケンなどの写真家にも影響を与えた。

アメリカの美術批評家たちは、1890年代後半の頃からこれらの作品を記述するための用語としてトーナリズム("色調,tonal")を使い始めた。トーナリズムはヨーロッパから印象派やモダニズムが紹介されると共に次第に影響力を失った。

## トーナリズムの画家
- ジョージ・イネス(1825-1894)
- エドワード・ミッチェル・バニスター (1828–1901)
- ジェームズ・マクニール・ホイッスラー(1834-1903)
- アレクサンダー・ヘルウィグ・ワイアント (1836-1892)
- ジャン＝シャルル・カザン (1840-1901)
- ウィリス・シーヴァー・アダムス(1842–1921)
- ヘンリー・ファラー(1844-1903)
- ラルフ・アルバート・ブレークロック(1847–1919)
- アルバート・ピンカム・ライダー(1847-1917)
- ドワイト・ウィリアム・トライオン(1849-1925)
- チャールズ・メルヴィル・デューイ(1849-1937)
- トマス・デューイング(1851-1931)
- ジョン・ヘンリー・トワックトマン(1853-1902)
- ジョン・フランシス・マーフィー(1853-1921)
- ラヴェル・バージ・ハリソン(1854-1929)
- チャールズ・ウォーレン・イートン(1857-1937)
- ブルース・クレイン(1857-1937)
- ヘンリー・ウォード・レンジャー(1858-1916)
- アーサー・フランク・マシューズ(1860-1945)
- レオン・ダボ(1864-1960)
- フレデリック・ウィリアム・コスト (1865-1923)
- ザビエル・マルティネス(1869-1943)
- パーシー・グレー (1869–1952)
- グランヴィル・レドモンド(1871-1935)
- クラーク・ヴォーリーズ (1871-1933)
- アンヘル・デ・コーラ (1871–1919)
- マックス・メルドラム(1875-1955)
- エドワード・スタイケン(1879-1973)
- フランク・ノダシャ(1880-1959)
- ジョセフ・オールワーシー(1892–1991)
- エマニュエル・カヴァッリ(1904–1981)

## ギャラリー

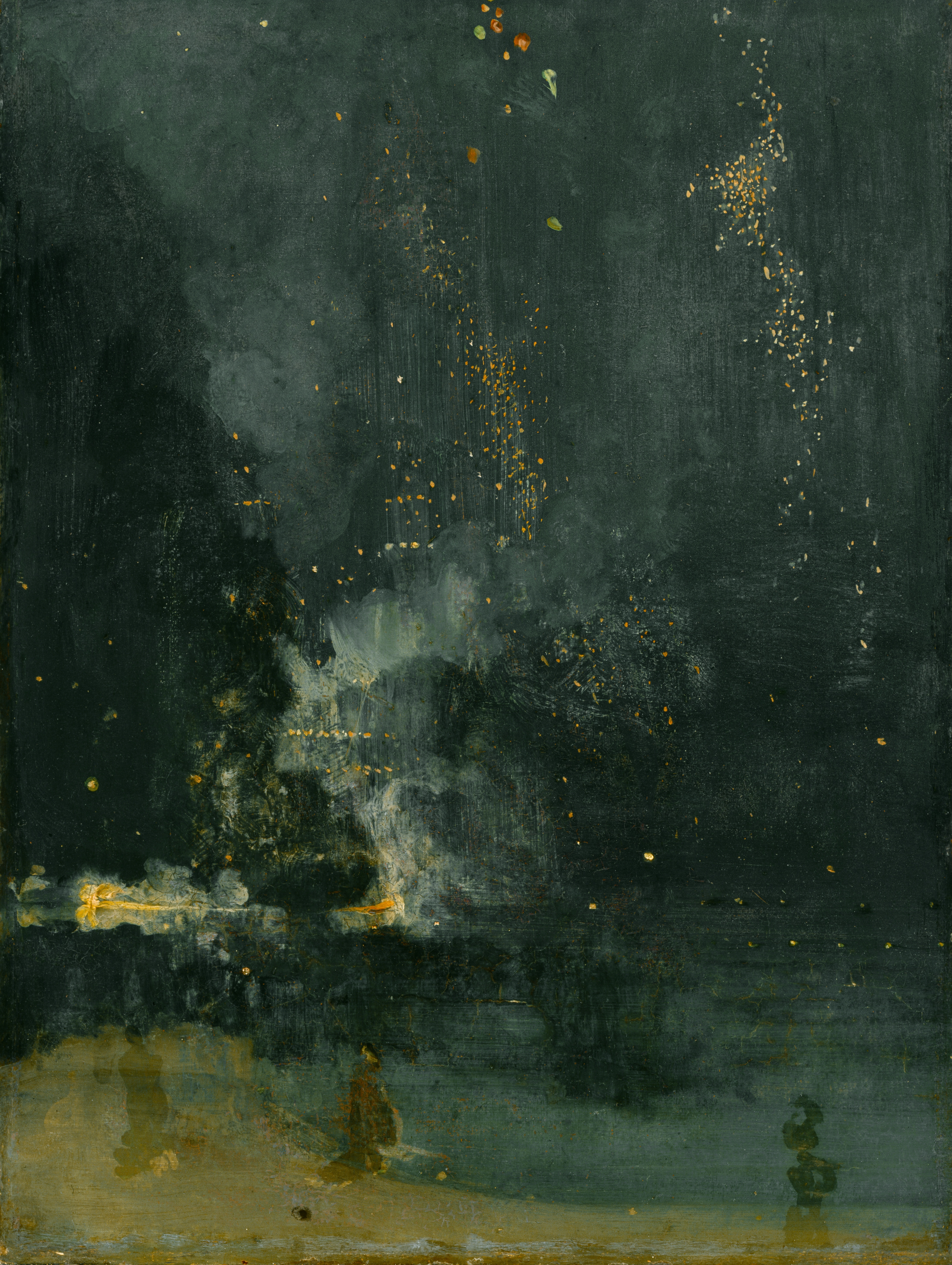
ジェームズ・マクニール・ホイッスラー 金と黒の夜想曲,  1875年頃
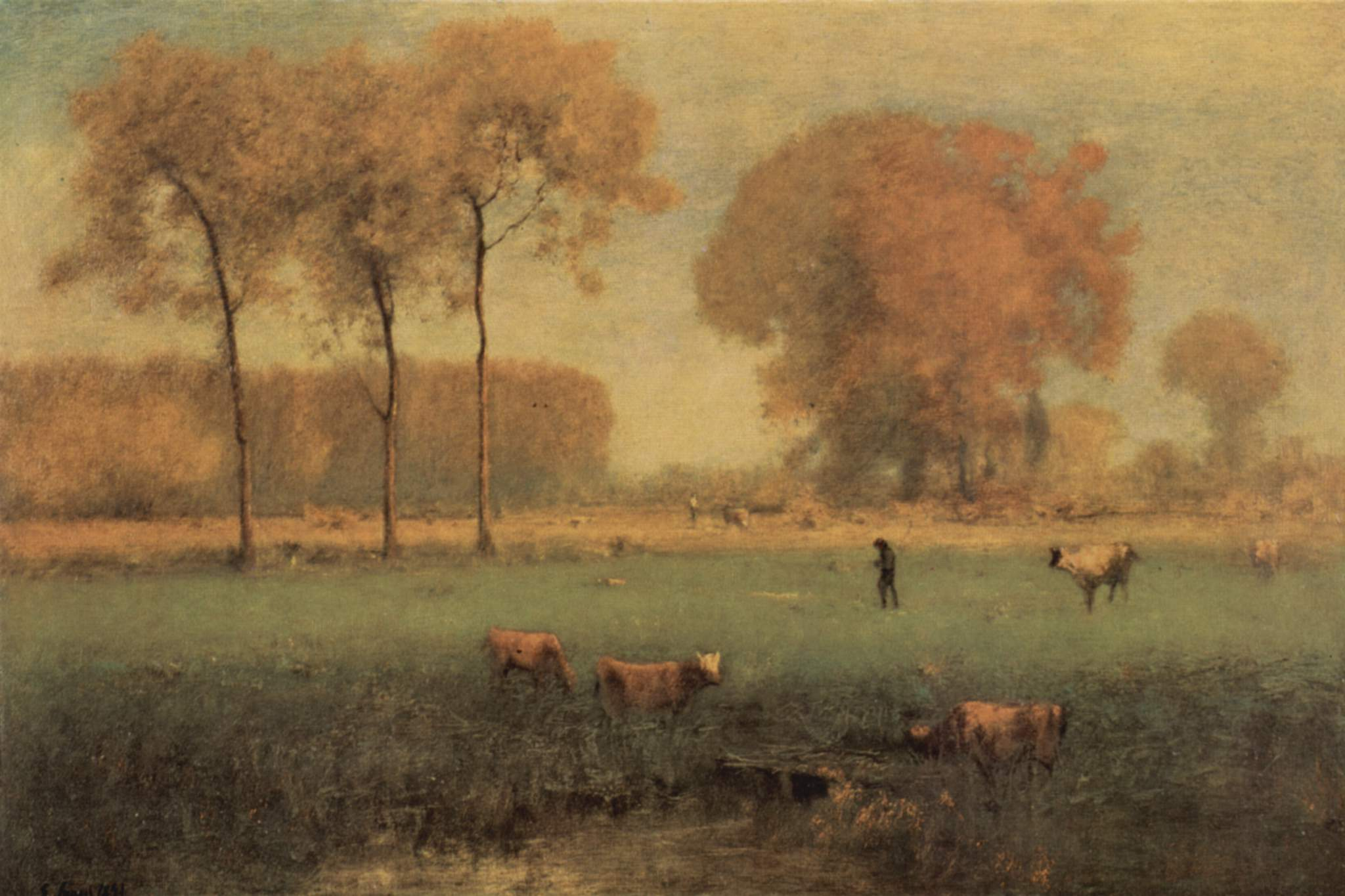
ジョージ・イネス 夏の風景, 1894年
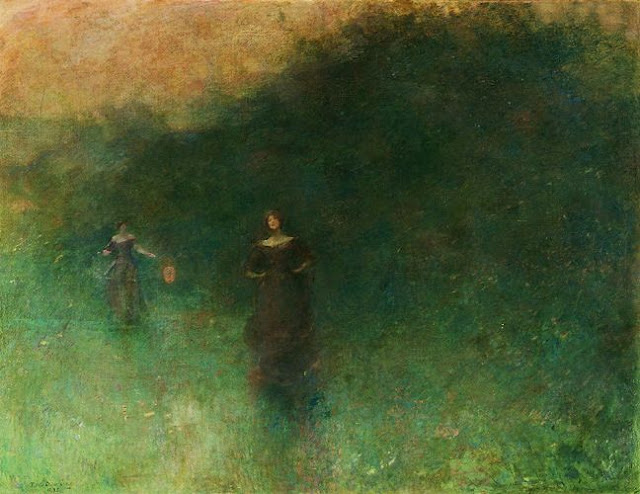
トマス・デューイング 夜明け前,1895年頃
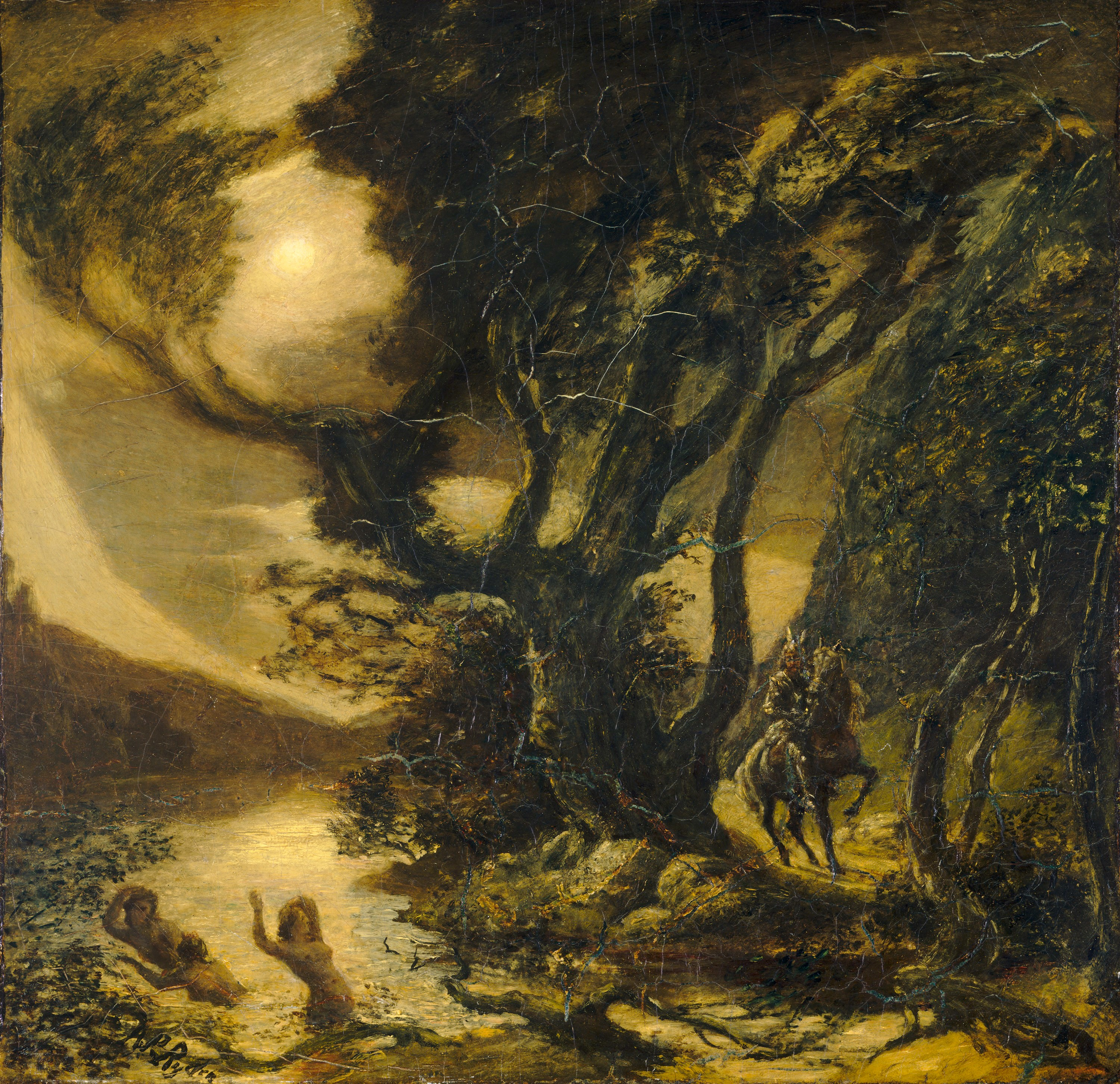
アルバート・ピンカム・ライダー ジークフリートとラインの乙女 1888 - 91年, ナショナル・ギャラリー (ワシントン)
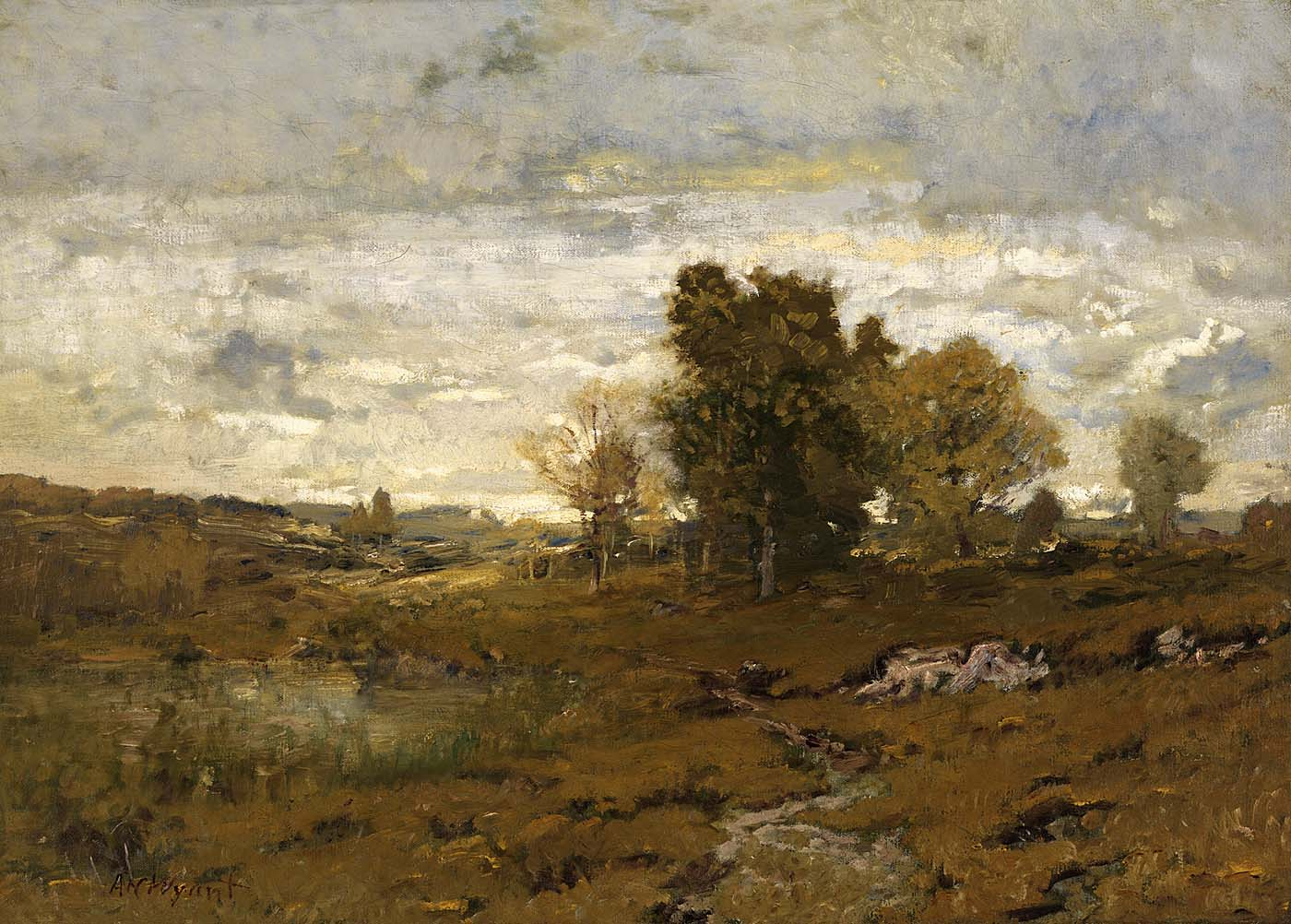
アレクサンダー・ヘルウィグ・ワイアント アークビルの秋、Smithsonian American Art Museum
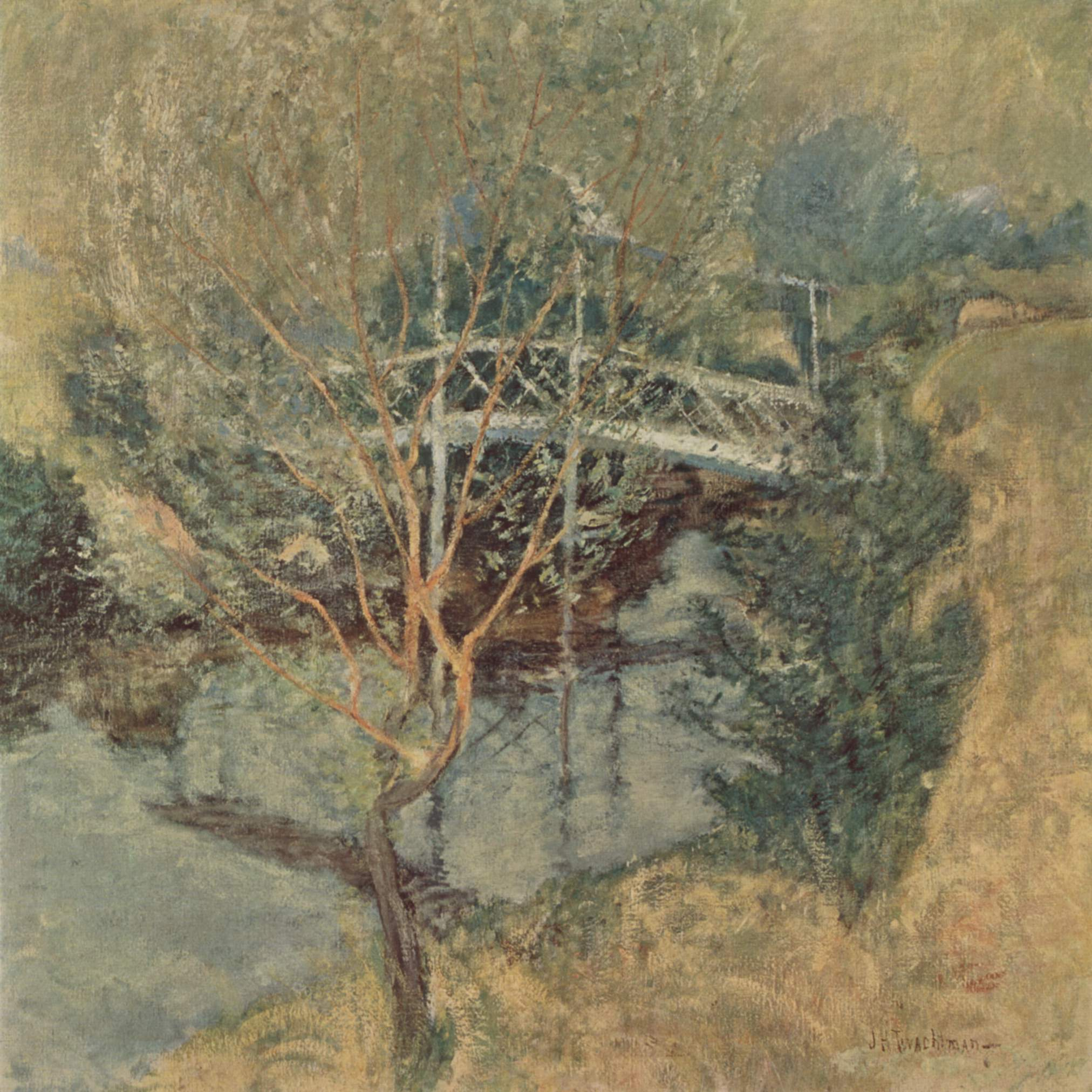
ジョン・ヘンリー・トワックトマン 白い橋, 1895年頃, ミネアポリス美術館
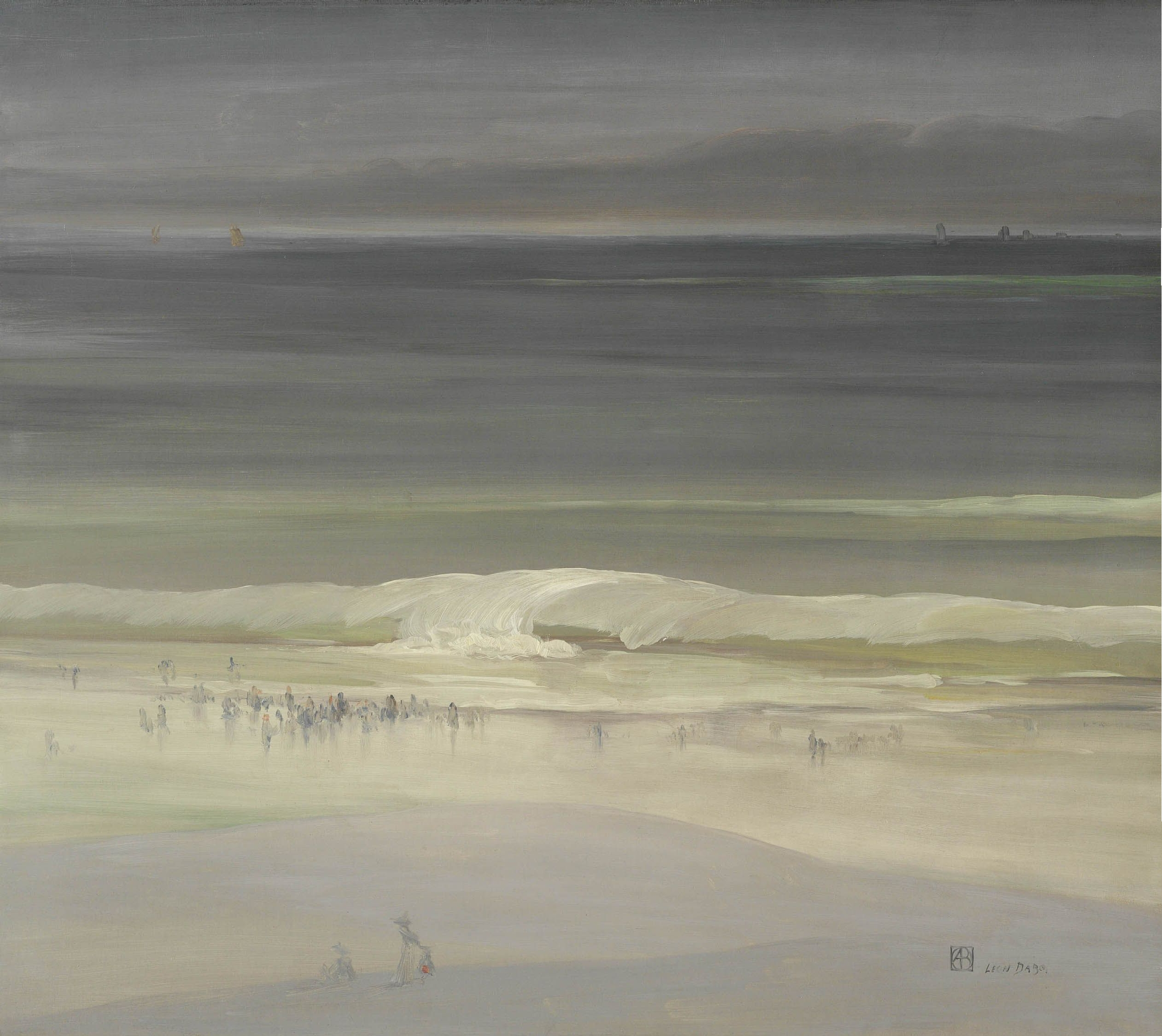
レオン・ダボ 浜辺, 1900年頃
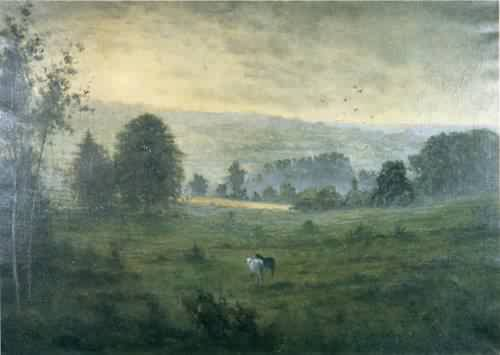
ウィリス・シーヴァー・アダムス サフィールドの川の風景(1900年代)